# 天主教人民党
天主教人民党（英語：Catholic People's Party；KVP）前荷兰天主教基督教民主主义政党。基督教民主呼籲的前身。
天主教人民党成立于1945年12月22日，前身是二战时期的罗马天主教国家党(RKSP)。与RKSP不同，天主教人民党向所有教派的人开放，但主要由天主教徒支持。比其前任，天主教人民党采取了更进步的纲领和一个更现代的形象。在战后多次成为执政党，1980年合并入基督教民主呼籲。